# شهرستان وودسن (کانزاس)
شهرستان وودسن، کانزاس (به انگلیسی: Woodson County, Kansas) یک سکونتگاه مسکونی در ایالات متحده آمریکا است که در کانزاس واقع شده‌است.